# دريجة تمنكية

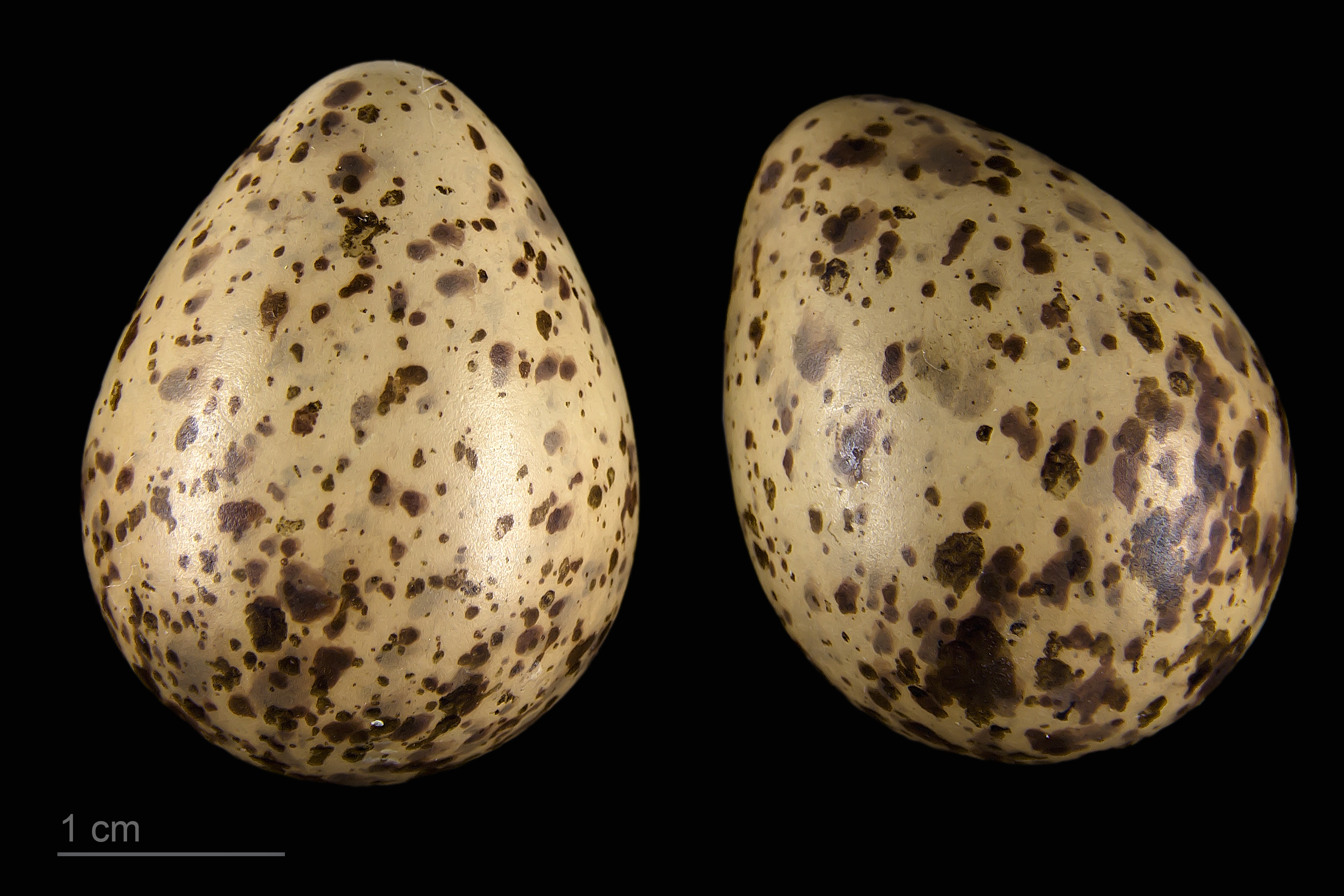
Calidris temminckii

دريجة تمنكية (الاسم العلمي: Calidris temminckii) (بالإنجليزية: Temminck's Stint)‏ هو نوع من الطيور يتبع جنس الدريجة من فصيلة دجاج الارض.

## صور

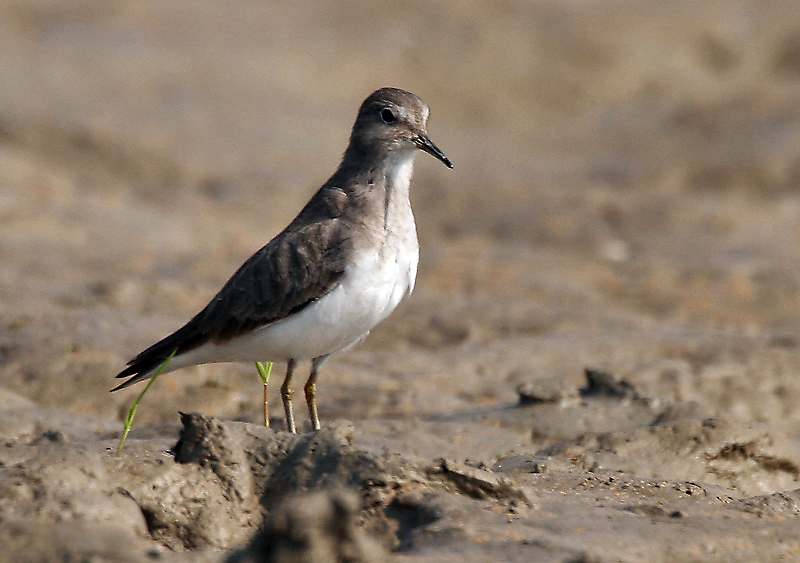
In Non- breeding plumage at Purbasthali in باردمان District of بنغال الغربية، الهند.
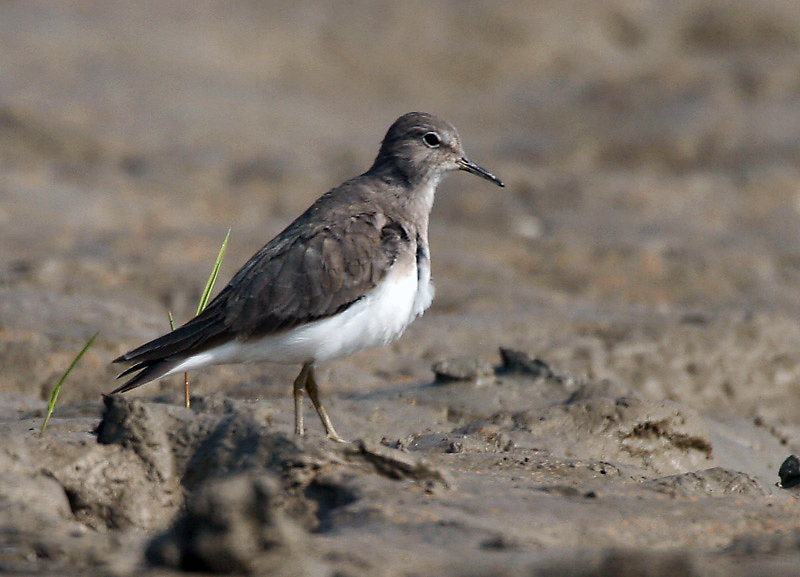
In Non- breeding plumage at Purbasthali in باردمان District of بنغال الغربية، الهند.
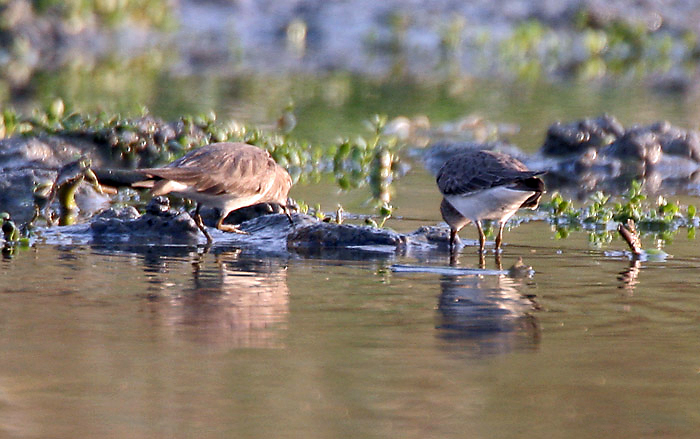
In Breeding & Non-breeding plumage near Hodal in فريد آباد District of هاريانا، الهند.
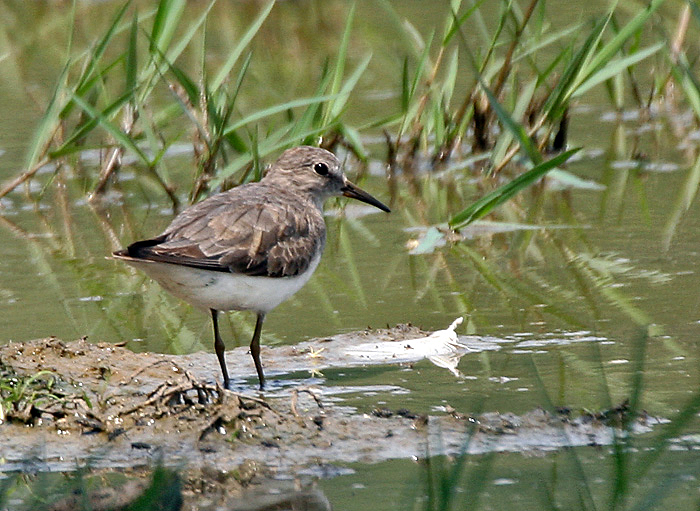
Breeding plumage at متنزه كيولاديو الوطني، راجستان، الهند.
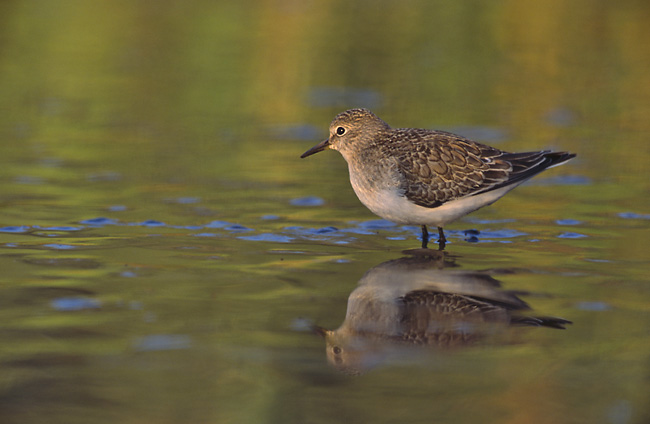
Temminck's Stint